# Utsira
Utsira é uma comuna da Noruega, com 6 km² de área e 215 habitantes (censo de 2004).         